# Этюды о Врубеле
«Этю́ды о Вру́беле» (укр. Етюди про Врубеля) — биографический фильм 1989 года.
Фильм рассказывает о киевском периоде жизни художника Михаила Врубеля.

## Съёмочная группа
- Режиссёр — Леонид Осыка
- Сценаристы — Леонид Осыка, Сергей Параджанов
- Оператор — Валерий Башкатов
- Композитор — использована музыка Скрябина, Рахманинова, Рубинштейна
- Художники — Александр Даниленко, Валерий Новаков, Николай Резник, Виталий Шавель

## В ролях
- Эдишер Гиоргобиани — Михаил Врубель
- Анатолий Ромашин — Адриан Прахов, искусствовед
- Ольга Гобзева — Эмилия Прахова
- Алексей Сафонов — Виктор Васнецов
- Светлана Князева — Анна Гаппе
- Борис Хмельницкий — Семён Гайдук, близкий друг Врубеля